# Partido Popular Cristiano Demócrata (Moldavia)
El Partido Popular Cristiano Demócrata (Partidul Popular Creştin Democrat) es un partido político democratacristiano de Moldavia. En las pasadas elecciones parlamentarias del 2005 obtuvo un 9,1% de los votos y 11 de 101 escaños. Liderado por Iurie Roşca, este es el único partido grande de Moldavia que apoya la unificación de Rumania y Moldavia.
Este partido es el sucesor del antiguo Movimiento Democrático de Moldavia (1988-1989) y del Frente Popular Cristiano de Moldavia (1992-1999). En marzo del 2005, el partido se convirtió en miembro observador del Partido Popular Europeo y es miembro pleno del Movimiento Político Cristiano Europeo

## Resultados electorales
| Fecha                 | Nombre del partido/alianza                                            | Número de votos | Porcentaje | Asientos en el parlamento |
| --------------------- | --------------------------------------------------------------------- | --------------- | ---------- | ------------------------- |
| 6 de marzo de 2005    | Partidul Popular Creştin Democrat (PPCD)                              | 141,341         | 9.07%      | 11                        |
| 25 de febrero de 2001 | Partidul Popular Creştin Democrat (PPCD)                              | 130,810         | 8.24%      | 11                        |
| 22 de marzo de 1998   | Blocul electoral "Convenţia Democrată din Moldova" (CDM)              | 315,206         | 19.42%     | 26                        |
| 27 de febrero de 1994 | Blocul electoral "Alianţa Frontului Popular Creştin Democrat" (AFPCD) | 133,606         | 7.53%      | 9                         |